# CMBF Radio Musical Nacional
CMBF Radio Musical Nacional es una radioemisora cubana fundada el 12 de marzo de 1933, con una programación cultural informativa especializada en la difusión de música de concierto, ballet, cine, teatro, artes plásticas, literatura y espacios de análisis sobre música y cultura general.[cita requerida]

## Antecedentes
Fue fundada por Ángel Cambó y Miguel Gabriel en 1933. El 1 de agosto de 1943, la mitad de su propiedad fue adquirida por el grupo empresarial de los Hermanos Mestre Espinosa. Tres años más tarde, pasa a ser parte del Circuito CMQ S.A., que integró varias emisoras a la planta matriz, entre las que estaban Radio Reloj, TISA (Televisión Interamericana S.A.) Creada especialmente para doblar seriales de televisión procedentes de Estados Unidos con el fin de comercializarlos en América Latina y Radio Universal S.A. El nombre inicial dado a la emisora cultural era CMBF.

## Surgimiento
La emisora tal y como es conocida en la actualidad, surge como tal el 25 de abril de 1948, por iniciativa del pianista e investigador Orlando Martínez, –quien sería el director hasta 1969– teniendo la primicia a las 10:00 a. m. de ese propio día. Su programación consideraba obras clásicas del repertorio universal. En 1958, Martínez recibiría, en calidad de director, la orden de Mérito de la República Italiana por la sistemática divulgación del arte operístico en Cuba.[cita requerida]
En octubre de 1961 ocurren cambios en la programación, entre los que se citan: adopta el actual nombre (CMBF-Radio Musical Nacional); se convierte en cadena nacional; dedica mayor atención a los espacios informativos, a la promoción cultural y a la presencia de la música cubana, que hasta ese momento solo difundía excepcionalmente.

## Actualidad
La dinámica del desarrollo cultural cubano propició la ampliación del espectro sonoro de la emisora que, hoy día, cuenta con espacios dedicados a otras manifestaciones artísticas e incluye, además, uno para niños y niñas; así como revistas culturales en las que, habitualmente, participan personalidades del arte y la literatura.
Desde 2000 comenzó las transmisiones en Internet. En abril de 2003 es presentado el sitio web La Esquina del Jazz, el que se ha ido enriqueciendo con nuevos contenidos y planteamientos acordes con el perfil de la emisora.

## Ubicación
Forma parte del Instituto Cubano de Radio y Televisión y se encuentra ubicada en el Edificio N, Calle N, entre 23 y 21, Vedado, La Habana, Cuba.
- Datos: Q16491095